# Lacta
Lacta es una empresa brasileña de fabricación de chocolate fundada en 1912.
En 1996, fue adquirida por Kraft Foods. Desde 2012, Lacta forma parte de la división de dulces de Mondelēz International.

## Historia

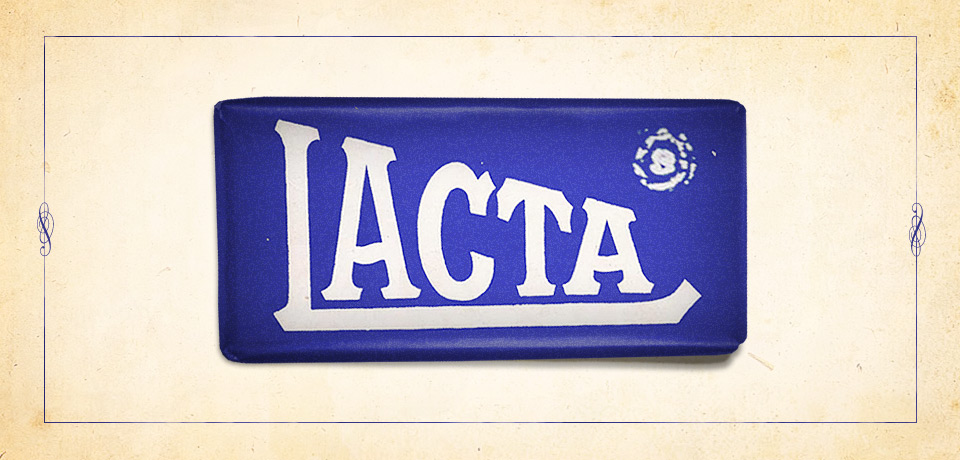
Logotipo de Lacta, 1912

Un grupo liderado por el cónsul suizo Achilles Izella fundó el 21 de enero de 1912 la Societè Anonyme de Chocolats Suisses, una fábrica de chocolate paulista ubicada en ese entonces en la Rua José Antônio Coelho, en Vila Mariana. La idea era garantizar al público brasileño chocolates con la misma calidad de los importados de Suiza gracias a que los cultivos de cacao eran abundantes en Brasil debido a que el país tenía un clima favorable para su cultivo.
El grupo fundador, formado por tres industriales, un profesor, un empresario, un ingeniero y un arquitecto, todos con apellidos extranjeros (Isella, Rapp, Hottinger, Ritter, Kesselring, Reinmann y Streiff), había importado varias máquinas de Alemania y Suiza, y adquirió un gran almacén en la Rua José Antônio Coelho, en Vila Mariana. Cerca de allí, en la Rua Domingos de Moraes, el grupo estableció una tienda para vender los chocolates en forma de media luna que elaboraban, conocidos como Chocoleite. La tienda se llamó A Suíça (La Suiza), a pesar de vender chocolates elaborados en Brasil.
Con el inicio de la Primera Guerra Mundial en 1914, los costes de importación aumentaron significativamente. En este contexto, la empresa Zanotta, Lorenzi & Cia., que hasta ese entonces importaba tabletas de la empresa francesa Poulain, propietaria de la marca Lacta, y todavía se dedicaba a fabricar Guaraná Espumoso, decidió empezar a producir también chocolates, comprando la fábrica al cónsul suizo, pero la marca Lacta solo fue adquirida por la empresa hasta 1917.

### Crecimiento y consolidación

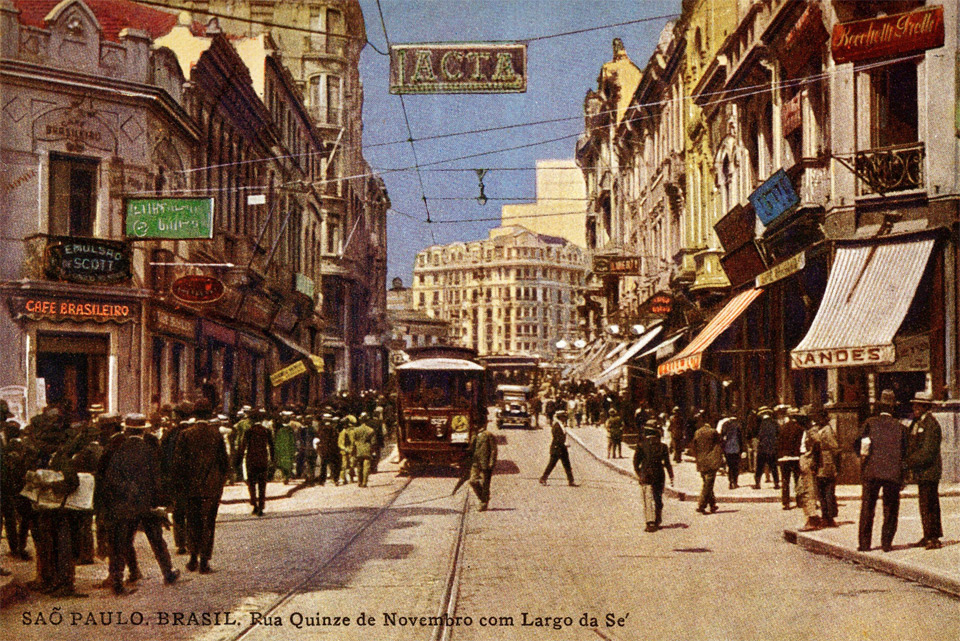
Postal de la Rua 15 de Novembro, São Paulo, 1926.

El mismo año en que la marca fue adquirida por Zanotta, Lorenzi & Cia, Lacta ya apareció en el primer anuncio luminoso en la ciudad de São Paulo, cruzando la Rua 15 de Novembro, en el tramo entre Largo do Tesouro y Rua Anchieta.

### Callejones sin salida
En 1925, un incendio destruyó toda la fábrica de Lacta en la Rua José Antônio Coelho, lo que provocó que los productos de la marca estuvieran ausentes en el mercado durante un año. En octubre de 1929, un nuevo revés, esta vez provocado por el crac de la Bolsa de Nueva York, golpeó duramente a los exportadores de café, quienes de un día para otro vieron caer en picada el precio del producto. Teniendo una economía fuertemente vinculada al café, las industrias pronto sintieron el impacto de la recesión mundial. Zanotta, Lorenzi & Cía. se vio obligada a declararse en quiebra en 1930, de la que salió en 1933, logrando mantener abierto el mercado para sus dos productos estrella: Guaraná Espumante y Chocolate Lacta, la cual en ese momento ya era una marca muy coonocida entre los consumidores.
En la década de 1930 se anunció una nueva guerra en Europa con el ascenso del nazismo y el fascismo en Alemania, España e Italia. Además, el escenario económico mundial se preparaba para tiempos difíciles. En Brasil, Zanotta, Lorenzi & Cia. enfrentó la fuerte competencia que sufrió Guaraná Espumante con su rival Guaraná Champanhe Antártica, lanzada en 1921 por la cervecería homónima. Sin recursos para mantener la disputa, se declararon en quiebra en 1937. Al año siguiente, el grupo Diários Associados, propiedad del periodista y empresario Assis Chateaubriand, tomó el control de la empresa. Lacta, un fabricante brasileño de chocolate conocido por sus marcas y productos exitosos, también era propiedad de Adhemar de Barros (empresario e influyente político brasileño entre los años 1930 y 1960).

### Compra por Kraft Foods
Tras la muerte de Adhemar de Barros, la dirección de la empresa pasó a su hijo, el también político Ademar de Barros Filho. En 1996, tras discusiones entre la familia, la empresa fue vendida a Kraft Foods.
En agosto de 2012, Kraft anunció que dividiría el negocio en dos. El nuevo Mondelēz albergaría el negocio de dulces, valorado en 31 mil millones de dólares, que agruparía marcas globales como Cadbury (chocolates) y Ritz (galletas). Otra empresa mantendría el logotipo de Kraft Foods y sería responsable de los actuales 17 mil millones provenientes de marcas vendidas en los supermercados estadounidenses, como los quesos Kraft.

## Productos principales

### Diamante Negro
El chocolate Diamante Negro se lanzó durante el Mundial de 1938. Su nombre se inspiró en el futbolista Leônidas da Silva, cuyo apodo era Diamante Negro. El deportista era conocido por haber inventado el pase conocido como «bicicleta» en portugués. Apenas regresó de ese Mundial, Leônidas firmó un contrato con Lacta para darle el nombre al chocolate, convirtiéndose en el primer deportista profesional de Brasil en firmar un contrato publicitario.

### Sonho de Valsa
Lanzado en 1942 y con su nombre inspirado en una opereta de tres actos, Walzertraum, compuesta por Oscar Straus en 1907, el bombón Sonho de Valsa representó un desafío tecnológico en el momento de su concepción. Fue necesario crear una galleta tipo barquillo moldeada, en la que se colocaba una masa preparada con anacardos, un producto típicamente brasileño, hasta entonces poco utilizado por los fabricantes de chocolate. Una vez completadas las dos mitades, un baño de chocolate semidulce seguido de otro de chocolate con leche completó la tercera capa del caramelo.

### Bis
También lanzado en 1942, el producto se elaboraba a partir de la misma base de oblea que sirvió de molde e inspiración para el dulce Sonho de Valsa. En lugar de ser redonda, la galleta era plana y, en lugar de una sola capa de oblea, eran cuatro, intercaladas con chocolate con leche. A la mezcla se le añadieron cacahuetes, copos de arroz y malta.

### Laka
Lanzado en 1962, fue el primer chocolate blanco de Brasil y pronto se volvió muy popular.

### Ouro Branco
Lanzado también en 1962, el bombón fue creado para ser la contraparte del Sonho de Valsa. Cubierto de chocolate blanco, llevaba también una cápsula de galleta oblea rellena de relleno de chocolate, copos de arroz y anacardos, recubierta de chocolate blanco.

### Shot
Lanzado como «Krot» en 1983, el chocolate compuesto por una mezcla de chocolate con leche y maní cambió de nombre en 2003, para estar en línea con los demás países latinoamericanos donde se comercializa. Posteriormente, obtuvo una versión de chocolate blanco.

### Lacta ao Leite
Es el chocolate más tradicional de Lacta, existe desde los inicios de la empresa.

### Amandita
Amandita es una galleta tipo oblea con relleno sabor a chocolate. Actualmente en 2024 se comercializan en un paquete de 200 gramos, es decir 25 galletas por caja, las cuales están elaboradas con forma de nuez.

### Caja de chocolates Lacta
Apareció con el nombre de «Carrossel» (Carrusel) en 1972. La caja de chocolates Lacta surtidos era roja, tenía un peso neto de 500 gramos y contenía chocolates que ya no se producen, como los bombones Benzinho, Fulô, teniendo este relleno sabor a café, y el bombón Ouro Preto. Posteriormente, la caja pasó a ser azul y tuvo nombres como Grandes Sucessos da Lacta y Especialidades Lacta, y estaban compuestas por chocolates y miniaturas de algunas tabletas clásicas, como Diamante Negro, Laka, Shot, Lancy y Bis, entre otras. En 2014, la caja de chocolates pasó a llamarse Variedades Lacta (Nova seleção), eliminando varios de los chocolates clásicos, que fueron reemplazados por la línea Joy.

### Bubbly
Lanzado en 2012, Bubbly es un chocolate aireado de forma redonda.

### Pascua
En 1940, Lacta fue uno de los pioneros en crear huevos de Pascua, envolviéndolos en celofán y numerándolos según su tamaño. Así nació una tradición que perdura hasta el día de hoy. Durante las décadas siguientes, la Pascua adquirió tal importancia que se convirtió en el punto de inflexión en el calendario anual de los fabricantes de chocolate del país. La empresa también se encargó de crear las estanterías de huevos insertando estructuras de madera encima de las góndolas, de las que se podían colgar los huevos.
En 1971, las tres principales empresas brasileñas fabricantes de chocolate (Lacta, Garoto y Nestlé) crearon el Consejo Nacional para la Expansión del Consumo Interno de Chocolate (Conec, del portugués Conselho Nacional de Expansão do Consumo Interno de Chocolate), con el fin de identificar las causas del bajo consumo de chocolate en Brasil. Al mismo tiempo, se lanzó una importante campaña publicitaria nacional para fomentar el consumo, que duró casi una década.
El 11 de marzo de 2020, la Organización Mundial de la Salud declaró pandemia al COVID-19, hecho que perjudicó las ventas de Semana Santa el 12 de abril de ese año debido al cierre de comercios y la prohibición de celebraciones con aglomeraciones de personas con el fin de evitar contagios por el nuevo coronavirus (SARS-Cov-2), provocando una reducción del 15% en la producción de huevos de Pascua en Brasil en comparación con el mismo período de 2019. En este contexto, Lacta decidió innovar con las ventas online, creando su propio sitio web para ello y asociándose con Uber Eats para las entregas, lo que resultó en un salto del 2% al 10% de los ingresos por ventas online de la empresa.

## Reduflación del producto
Lacta practica continuamente la llamada reduflación, que es la reducción del volumen y cantidad de su mercancía. Como ejemplo, tenemos las tabletas de chocolate, que paulatinamente fueron perdiendo volumen, pasando de los 200 gramos originales a 150 (-25%) en 2015, habiéndose reducido luego a 190 gramos y 180 gramos. Actualmente,[¿cuándo?] las barras contienen 90 gramos, menos de la mitad del tamaño original. El caramelo Sonho de Valsa contiene ahora 19 gramos, frente a los 50 gramos originales.
La mayor parte de la línea producida por la empresa utiliza constantemente esta táctica. Los cambios se realizan de acuerdo con la ley de protección al consumidor, que exige información sobre la reducción en el envase de forma "clara, precisa, visible y en portugués", además de la cantidad anterior, la cantidad actual y los valores absolutos y porcentuales que fueron eliminados.
La calidad de los productos también se vio afectada, ya que el porcentaje mínimo de cacao en la fórmula del chocolate se redujo al 25%.